# تعتيم (مسلسل)
تعتيم ((الكورية: 설공주에게 죽음을-Black Out)) هو مسلسل تلفزيوني كوري جنوبي، بطولة بيون يو-هان، جو-جيون، جو بو جيول، كيم بو را. عرض على قناة ام بي سي في 16 أغسطس الى 4 اكتوبر 2024، تم بثه يومي الجمعة والسبت بتوقيت 9:50 (KST).

## القصة
تدور أحداث المسلسل حول شاب أصبح مدانًا سابقًا بجريمة قتل لي 10 سنوات بعد أن تم اتهامه على أنه الجاني في قضية قتل غامضة لم يتم العثور على الجثة فيها.

## طاقم
- بيون يو-هان - كو جونغ وو: الطالب الذي فقد مستقبله بسبب جريمة لم يقترفها، وسجن ظلما لي 10 سنوات.[1]
- جو-جيون - نو سانغ تشيول:  محقق جرائم مخضرم، وهو مهتم كثيرًا بقضية قتل جونغ-وو.[1]
- كو بو جايول - تشوي نا كيوم:  احدى اصدقاء جونغ-وو، والتي اصبحت ممثلة مشهورة.[1]
- كيم بو را - ها سول: فتاة عادية تعمل بدوام جزئي، وهي شخصية فضولية جدا.[1]

### اخرون
- جو جاي يون - سيم دونغ مين: والد بو يونغ المقتولة.[6]
- باي جونغ أوك - يي يونغ سيل: عضو في الجمعية الوطنية لثلاث فترات من مدينة موشون، تتمتع بشخصية حادة ومستقيمة لدرجة أنه تم انتخابها في سن مبكرة.[7]
- كوون هاي هيو في دور هيون كو تاك: قائد الشرطة المسوؤل عن قضية جونغ وو[8]
- لي تاي-جو في دور بيونغ مو:  محقق
- لي وو-جي في دور مين سو : ممرض
- تشا سون-باي في دور هيانغ-سو:  والد بيونغ-مو
- لي دو-ايل في دور تشو هو:  والد مين سو
- كيم مي-كيونغ في دور جيوم هي:  والدة جونغ-وو

#### الضحايا
- هان سو إيون - بارك دا إيون: صديقة جونغ وو.[9]
- جانغ ها يون - سيم بو يونج: احد ضحايا المتهم فيها جونغ وو[10]

## المشاهدات
| الموسم | الموسم | رقم الحلقة | رقم الحلقة | رقم الحلقة | رقم الحلقة | رقم الحلقة | رقم الحلقة | رقم الحلقة | رقم الحلقة | رقم الحلقة | رقم الحلقة | رقم الحلقة | رقم الحلقة | رقم الحلقة | رقم الحلقة | المتوسط |
| الموسم | الموسم | 1          | 2          | 3          | 4          | 5          | 6          | 7          | 8          | 9          | 10         | 11         | 12         | 13         | 14         | المتوسط |
| ------ | ------ | ---------- | ---------- | ---------- | ---------- | ---------- | ---------- | ---------- | ---------- | ---------- | ---------- | ---------- | ---------- | ---------- | ---------- | ------- |
|        | 1      | 484        | غ/م        | 748        | 658        | 726        | 752        | 873        | 1033       | 1042       | 980        | 1471       | 1351       | 1491       | 1395       | 929     |

وفقا لبيانات نيلسن كوريا، شهد المسلسل زيادة في معدل المشاهدة بالحلقة 11 بنسبة 8.5% بحوالي اكثر من 1.4 مليون مشاهدة.
| الحلقات | تاريخ البث     | تقييمات (نيلسن كوريا) | تقييمات (نيلسن كوريا) |
| الحلقات | تاريخ البث     | على الصعيد الوطني     | سيئول                 |
| ------- | -------------- | --------------------- | --------------------- |
| 1       | 16 اغسطس 2024  | 2.8%                  | 2.6%                  |
| 2       | 17 اغسطس 2024  | 2.7%                  | —                     |
| 3       | 23 اغسطس 2024  | 4.6%                  | 4.4%                  |
| 4       | 24 اغسطس 2024  | 4.4%                  | 3.8%                  |
| 5       | 30 اغسطس 2024  | 5.1%                  | 4.7%                  |
| 6       | 31 اغسطس 2024  | 4.8%                  | 4.2%                  |
| 7       | 6 سبتمبر 2024  | 5.7%                  | 5.7%                  |
| 8       | 7 سبتمبر 2024  | 6.4%                  | 6.1%                  |
| 9       | 13 سبتمبر 2024 | 6.5%                  | 6.4%                  |
| 10      | 20 سبتمبر 2024 | 6.1%                  | 5.9%                  |
| 11      | 21 سبتمبر 2024 | 8.7%                  | 8.5%                  |
| 12      | 27 سبتمبر 2024 | 7.9%                  | 7.5%                  |
| 13      | 28 سبتمبر 2024 | 8.6%                  | 8.2%                  |
| 14      | 4 اكتوبر 2024  | 8.8%                  | 8.2%                  |
| متوسط   |                |                       |                       |

## الانتاج
المسلسل من كتابة سيو جو-يون التي كتبت مسلسل أنقذني 2 واخراج من قبل بيون يونغ-جو وهو أول عمل درامي له بعيداً عن الافلام.

## روابط خارجية
- الموقع الرسمي
 (بالكورية)
- تعتيم على موقع IMDb (الإنجليزية)
- تعتيم على موقع قاعدة بيانات الفيلم (الإنجليزية)
- تعتيم على هانسينما